# Allophroides rufobasalis
Allophroides rufobasalis là một loài tò vò trong họ Ichneumonidae.